# Losonci István
Losonci István (egyes helyeken: Losonczy; ?– Temesvár, 1552. július 27.) Temesvár kapitánya, nagybirtokos, főnemes.

## Élete
1542-ben Perényi Péterrel, Joachim őrgróf parancsnoksága alatt, a Pestet ostromló seregben harcolt. Eleinte Szapolyai János pártján állt, ezért I. Ferdinánd német-római császár több ízben vádat emelt ellene. Miután 1547-ben Nógrád vármegye főispánja lett, kegyelmet kapott. Ezt úgy próbálta meghálálni Ferdinándnak, hogy Báthori Andrással, Nádasdy Tamással és Castaldo Jánossal Erdélybe indultak, hogy megszerezzék azt a Habsburg Birodalom számára.
1551-ben lett Temesvár kapitánya, egyben Temes vármegye főispánja. Sok csapást mért a Délvidéken portyázó törökre. Könnyűszerrel visszaverte Mohammed beglerbég első ostromát. A törökök 1552-ben ismét ostrom alá vették Temesvárt, az ostromló hadat ezúttal Kara Ahmed pasa vezette. Mivel a felmentő seregre nem számított, saját pénzén próbált felmentő erőket szerezni. A Tóth Mihály vezetésével érkező 1700 fős csapat a szentandrási ütközetben vereséget szenvedett. Az elhúzódó ostrom miatt a német–spanyol zsoldosok készek voltak átadni a várat a töröknek. Losonci várkapitány engedett a katonák nyomásának, és átadta a töröknek a várat. Ahmed pasa a védőknek szabad elvonulást ígért, de ígéretét megszegve seregével a kivonuló katonákra támadt. A vár kapitánya és a katonák hősiesen védekeztek, sokan elestek, sokat elfogtak és rabságba hurcoltak. A sebesült Losoncit elfogták. Ahmed lefejeztette, fejét elküldte Konstantinápolyba.

## Családja
1540 körül vette feleségül Országh László özvegyét, Pekry Annát. A házasságból két leánygyermek született: Losonci Fruzsina (* 1544) és Losonci Anna (* 1553), Balassi Bálint szerelme. Halála után I. Ferdinánd a Losonci lányokat fiúsította. Fruzsina Báthori Miklós országbíróhoz, Anna Ungnád Kristófhoz, a későbbi horvát bánhoz ment feleségül.